# Ingrid Aceitón
Ingrid Dennis Aceitón Hormazábal (Puente Alto, 19 de septiembre de 1992) es una figura pública y modelo chilena, reconocida por su participación en distintos programas de belleza y por ser la conductora del programa Estilo Chic.

## Biografía
Comenzó siendo parte del programa de televisión No basta con ser bella de Canal 13 en 2012, donde participó por la corona de Miss Chile para ser parte del concurso Miss Mundo 2012 que se realizó el mismo año, esto en compañía de otros importantes rostros de televisión como Camila Recabarren y Camila Stuardo.
En 2012 fue invitada a ser parte del estelar Diamantes en bruto de Chilevisión, donde resultó ser la gran ganadora del programa de televisión obteniendo como reconocimiento desfilar por primera vez en la alfombra roja del Festival de Viña del Mar. Posteriormente, Ingrid fue una de las participantes del exitoso programa Volverías con tu ex (2016) de Mega, que en ese entonces fue animado por Claudia Conserva y coanimado por Karol Lucero. 
Continuando con su carrera como modelo de alta costura, en 2017 se coronó como Miss La Florida, sumado a que un año después en el 2018 fue participante y ganadora del concurso Miss Model Chile, lo que le permitió tener la posibilidad de representar a Chile en un concurso internacional de belleza. 
En 2018 se convierte en rostro de Canal Vive siendo coanimadora del programa Queriendo Chile acompañando a la animadora Betsy Camino, donde se desarrolló para finalmente convertirse en la animadora del programa Estilo Chic en el mismo canal de televisión, tras la salida de Nicole Moreno.
Un año después en 2019, Ingrid Aceitón fue invitada a participar como candidata a reina del Festival de Viña del Mar 2019, lo que le permitió volver a desfilar por la Alfombra Roja del Festival de Viña y competir con la bailarina del programa Rojo Chantal Gayoso, quien ganó la corona de ese año.

## Programas de televisión
| Año  | Título                      | Rol                     | Notas         | Canal       |
| ---- | --------------------------- | ----------------------- | ------------- | ----------- |
| 2012 | No basta con ser bella      | Participante            | 12 episodios  | Canal 13    |
| 2012 | Diamantes en bruto          | Participante (Ganadora) | Ganadora      | Chilevisión |
| 2013 | Proyecto Miss Chile         | Invitada                | 2 episodios   | Canal 13    |
| 2016 | ¿Volverías con tu ex?       | Participante            | 107 episodios | Mega        |
| 2018 | Nosotras, La Cuarta y la TV | Panelista               | 10 episodios  | La Cuarta   |
| 2018 | Queriendo Chile             | Coanimadora             | 85 episodios  | Vive TV     |
| 2019 | Estilo Chic                 | Coanimadora             |               | Vive TV     |
| 2020 | Estilo Chic                 | Conductora              |               | Vive TV     |

### Otras apariciones
- Secreto a Voces (Mega, 2013) - Invitada
- Algo Personal (UCV TV, 2016) - Invitada
- The Lao (Canal Vive, 2017) - Invitada
- Nussun Dorma (UCV TV, 2018) - Invitada